# Monassut-Audiracq
Monassut-Audiracq é uma comuna francesa na região administrativa da Nova Aquitânia, no departamento dos Pirenéus Atlânticos. Estende-se por uma área de 9,97 km². Em 2010 a comuna tinha 368 habitantes (densidade: 36,9 hab./km²).

## Demografia
| 1901 | 1962 | 1968 | 1975 | 1982 | 1990 | 1999 | 2006 |
| ---- | ---- | ---- | ---- | ---- | ---- | ---- | ---- |
| 462  | 271  | 262  | 317  | 321  | 289  | 309  | 294  |
|      |      |      |      |      |      |      |      |